# Simpele simon
De simpele simon is een sterke knoop die geschikt is om twee gladde touwen met elkaar te verbinden of twee touwen van ongelijke dikte te verbinden. De knoop kan overhands en onderhands gelegd worden. Bij de onderhandse knoop wordt het staande eind onder het kruislings gelegde touw doorgehaald, bij de overhandse knoop gaat het staande eind over het eerste deel van de knoop heen. Deze knoop kan gezien worden als een variant op de platte knoop.